# Die Mädchen-WG
Die Mädchen-WG ist eine deutsche Doku-Soap und ein Spin-off der Jungs-WG, die seit 2010 vom ZDF produziert wird. Sie wird jährlich mit der Jungs-WG auf KiKA ausgestrahlt. Die Soap umfasst neun Staffeln beziehungsweise 156 Episoden (Stand: 20. Mai 2025).

## Inhalt
In jeder Staffel werden mehrere Mädchen im Alter von 12 bis 17 Jahren für vier Wochen gemeinsam ohne Eltern in den Urlaub geschickt. Dabei wird als Zielort meist eine größere europäische Metropole gewählt. Die Kinder und Jugendlichen müssen wesentliche Teile des Urlaubs selbst organisieren. Dazu gehören die Essensplanung, die Einhaltung des gemeinsamen Budgets und der Haushaltsdienste. Zudem gibt es pro Woche ein besonderes spektakuläres Event und auch soziale Aufgaben sollen zusätzlich in den Alltag integriert werden, wie zum Beispiel ein Auftritt im Seniorenheim. Dabei wurde das Alterslimit für die Teilnehmerinnen im Laufe der Zeit immer weiter angehoben. Während man in den ersten Staffeln mit Kindern im Alter von 12 bis 14 Jahren zu filmen, werden in den neuen Staffeln Jugendliche im Alter von 15 bis 17 Jahren gesucht.
Der vierwöchige Aufenthalt wird dabei pro Staffel in jeweils 20- bis 25-minütigen Episoden ausgestrahlt. Bisher wurden sieben Staffeln gesendet, wobei laut offizieller Zählung diese immer gerade Nummern haben, die Staffelnummern mit ungeraden Zahlen sind jene der Jungs-WG.
Seit 2021 wird zudem "Die Mixed-WG" ein Ableger von der Serie ausgestrahlt, in der anstatt ausschließlich Mädchen, drei Mädchen und drei Jungen in einer Gemeinschaft zusammenleben.

### Staffel 1: Die Mädchen-WG: Ein Monat ohne Eltern
In der ersten Staffel verbrachten Mädchen im Alter von 12 und 13 Jahren einen Monat in einem Haus in Köln. Die wurde vom 25. Oktober bis 19. November 2010 gesendet.

### Staffel 2: Die Mädchen-WG: Urlaub ohne Eltern
Auf der spanischen Insel Mallorca wurden die vom 26. November bis 21. Dezember 2012 ausgestrahlten Folgen der zweiten Staffel gedreht. Die Staffel besitzt den Alternativtitel "Die Mädchen-WG auf Mallorca" und wurde mit Mädchen im Alter von 13 und 14 Jahren produziert.

### Staffel 3: Die Mädchen-WG: Ohne Eltern in den Schnee
Die vom 5. Januar bis 5. Februar 2015 ausgestrahlten Folgen wurden in einem Ski-Resort in Österreich mit Mädchen im Alter von 13 und 14 Jahren gedreht.

### Staffel 4: Die Mädchen-WG: Sommer. Sonne. Elternfrei
In der ab 21. November bis 22. Dezember 2016 ausgestrahlten Staffel waren fünf Mädchen im Alter von 13 und 14 Jahren in Manerba am Gardasee (Italien) untergebracht. In sozialen Projekten sollten körperbehinderte Frauen bei einer Bergtour und beim Segeln unterstützt werden. Besonderheit war, dass von vier Mädchen mindestens ein Elternteil aus dem europäischen Ausland kam.

### Staffel 5: Die Mädchen-WG: Elternfrei in Valencia
Vom 7. Januar bis zum 7. Februar 2019 wurde die fünfte Staffel mit Mädchen im Alter von 13 bis 16 Jahren ausgestrahlt. Die fünfte Staffel wurde in der spanischen Hafenstadt Valencia aufgezeichnet.

### Staffel 6: Die Mädchen-WG: Im Schloss am See
Vom 4. Januar bis zum 4. Februar 2021 bis zu wurde die sechste Staffel mit Mädchen zwischen 15 und 17 Jahren ausgestrahlt. Aufgrund der Corona-Pandemie wurde die Staffel nicht im Ausland, sondern in Schloss Glowe, gelegen am Glower See in Brandenburg, gedreht.

### Staffel 7: Die Mädchen-WG: Wir in Wien
Vom 30. Oktober bis zum 23. November 2022 wurde die siebte Staffel mit Mädchen zwischen 15 und 17 Jahren ausgestrahlt. Diesmal fand das Format in der österreichischen Hauptstadt Wien statt. In insgesamt 16 Folgen erleben die fünf Mädchen zahlreiche Abenteuer. Darunter ein Walzer-Tanzkurs und ein Praktikum bei einem Tierarzt. Das soziale Projekt in diesem Jahr stellte ein Praktikumstag im Altersheim für zwei der WG-Bewohnerinnen dar. Es handelt sich um die erste Staffel der Reihe, die statt den sonst üblichen 20 Episoden nur 16 besitzt.

### Staffel 8: Die Mädchen-WG: Palmen, Party, Portugal
Vom 9. November bis zum 28. Dezember 2023 wurde die achte Staffel in Doppelfolgen immer Donnerstags mit Mädchen zwischen 15 und 17 Jahren in Porto ausgestrahlt.

### Staffel 9: Die Mädchen-WG: Mitten in Athen
Die neunte Staffel wird seit dem 13. Mai wöchentlich mit Mädchen zwischen 15 und 16 Jahren ausgestrahlt.
Die neunte Staffel wurde in der griechischen Hauptstadt Athen aufgezeichnet.

## Teilnehmerinnen
| Staffel | Ausstrahlung                       | Teilnehmerinnen                               |
| ------- | ---------------------------------- | --------------------------------------------- |
| 1       | 25. Oktober bis 19. November 2010  | Alina Sophie, Felicia, Hilla, Janina, My      |
| 2       | 26. November bis 21. Dezember 2012 | Bianca, Ella ehem. Buse, Louisa, Maja, Weya   |
| 3       | 5. Januar bis 5. Februar 2015      | Clara, Cora, Farina, Leona, Lilly             |
| 4       | 21. November bis 22. Dezember 2016 | Jolina Marie, Kaya, Luna, Natalie, Serena     |
| 5       | 7. Januar bis 7. Februar 2019      | Angelina, Chantal, Emma Marie, Lisa, Trang    |
| 6       | 4. Januar bis 4. Februar 2021      | Alexa, Anna, Antonia, Felicia, Viktoria Luise |
| 7       | 30. Oktober bis 23. November 2022  | Florentine, Greta, Karima, Pauline, Sienna    |
| 8       | 9. November bis 28. Dezember 2023  | Maxime, Mailin, Jafait, Hanna, Biany          |
| 9       | 13. Mai 2025 bis ?                 | Johanna, Josefine, Nele, Mahak, Faith         |

## Produktion
Seit Beginn der Serie wird die Mädchen-WG von der kölnischen Produktionsfirma E+U TV Film- und Fernsehproduktion im Auftrag des ZDF gedreht. Die Produktionsfirma ist ebenfalls für die Jungs-WG verantwortlich. Das Casting hingegen wird von der Agentur Casting Crew, ehemals Hamburg Casting, übernommen.

## Ableger
Vorbild der Serie ist Die Jungs-WG, welche nach dem gleichen Konzept umgesetzt wird. Daneben gibt es einige Ableger, welche die Teilnehmer nach einiger Zeit wieder zusammenbringen.
2018 nahmen Alina, Janina, My (Staffel 1) sowie Aaron, Alexey und Paolo (Teilnehmer Staffel 1 von Die Jungs-WG) an „Die Wohngemeinschaft“ teil.
2019 nahmen Ella, Louisa, Maja (Staffel 2) sowie Danny und Jonas (Teilnehmer Staffel 2 von Die Jungs-WG) an „Die Wohngemeinschaft“ teil.
2020 nahmen Angelina, Chantal, Trang (Staffel 5) sowie Alexej, Jeppe und Mark (Teilnehmer Staffel 6 von Die Jungs-WG) an „Die WG - zusammen mit Abstand“ und an „Die WG - Das erste Mal in echt“ teil.
2021 trafen sich Alina, My, Janina, Hilla und Feli (Staffel 1) in „Die WG - Freundschaft für immer“ erneut für ein Wochenende.

## Rezeption
Die erste Ausgabe der Mädchen-WG war 2010 für den 47. Grimme-Preis und den Prix Jeunesse nominiert.
Gerlinde Schumacher von der ZDF-Medienforschung beschrieb in den Ergebnissen einer qualitativen Studie bei 12- bis 13-jährigen Jungen und Mädchen zum Format Doku-Soap sowie zur Reihe Die Mädchen-WG im Speziellen:

„Zusammenfassend ist festzuhalten, dass die Mädchen-WG mit den 5 authentischen Protagonistinnen Witz und Situationskomik, aber auch ernste Themen, die unter die Haut gehen, bietet. Alltägliches und Herausforderungen stehen dabei in einem perfekten Gleichgewicht. Das Format besitzt auch eine pädagogische Seite, insofern gezeigt wird, was man können und leisten muss, wenn man – ohne die Eltern – auf sich gestellt ist.“

Die Studie stellte weiter fest, dass es sich bei der Mädchen-WG um ein „von der Zielgruppe der älteren Kinder und jungen Jugendlichen vergleichsweise stark genutztes Programmangebot“ handelt. Im Schnitt haben 60 Tausend 10- bis 13-Jährige die Daily Soap gesehen, was einem Marktanteil von 18,5 Prozent entspricht. Insbesondere bei den Mädchen ist die Serie mit einem Anteil von 29,4 Prozent noch erfolgreicher.

## Bekannte Teilnehmerinnen
- Luna Farina (* 2001), Sängerin und Influencerin. Zu sehen in Staffel 4.
- Kayla Shyx (* 2002), Webvideoproduzentin im deutschsprachigen Raum und Laienschauspielerin. Zu sehen in Staffel 4.
- Jolina Marie Ledl (* 2002), Laienschauspielerin und Reality-TV-Darstellerin. Zu sehen in Staffel 4.